# 吊灯树

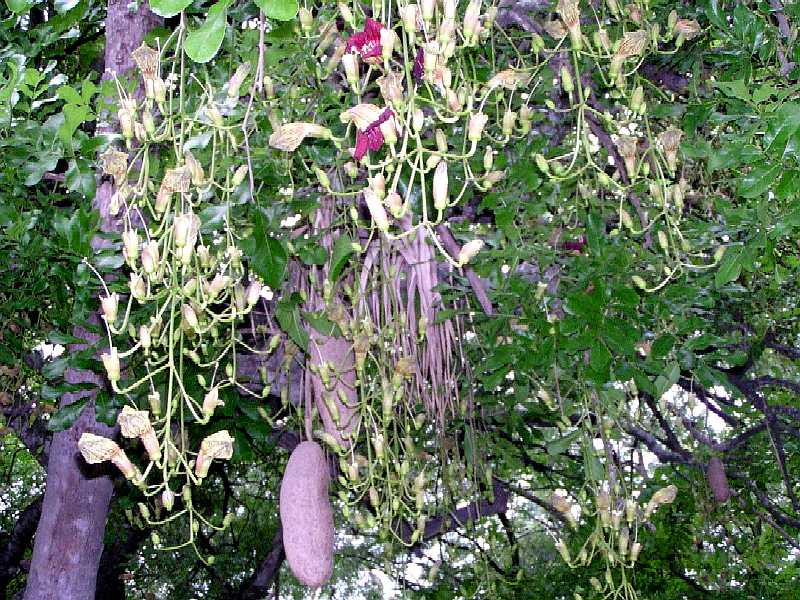
吊燈樹（蠟腸樹）

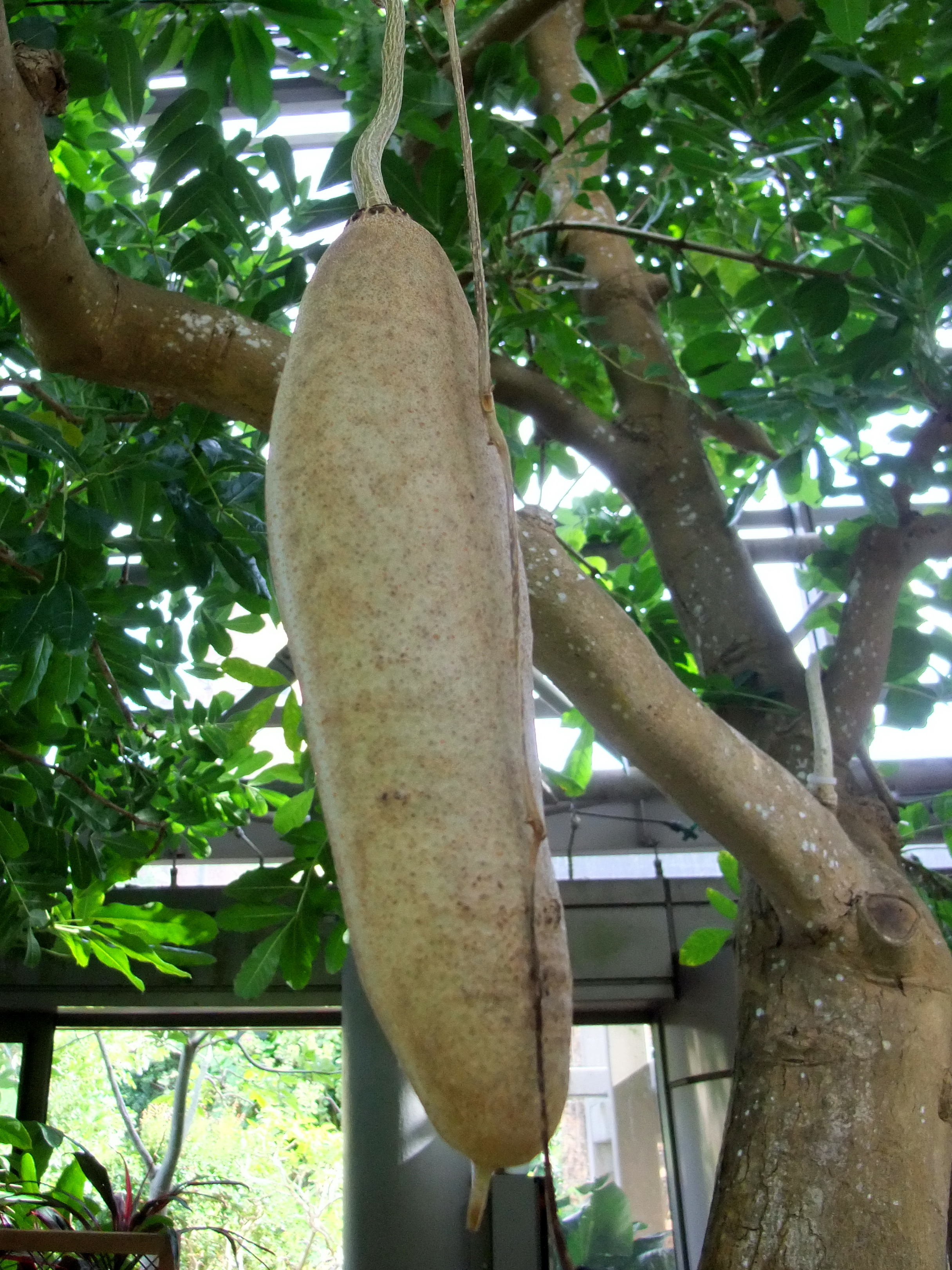
吊燈樹的果實

吊灯树（学名：Kigelia africana）为紫葳科吊灯树属的植物。分布在马达加斯加、非洲以及云南、福建、广东、海南、台湾等地，目前已由人工引种栽培。
其种加词“africana”意为“非洲的”。
吊燈樹的果實雖然不可食用，但在非洲是被用作醫治皮膚病的藥物。

## 别名
臘腸樹（台湾木本植物志）